# Nockherberg

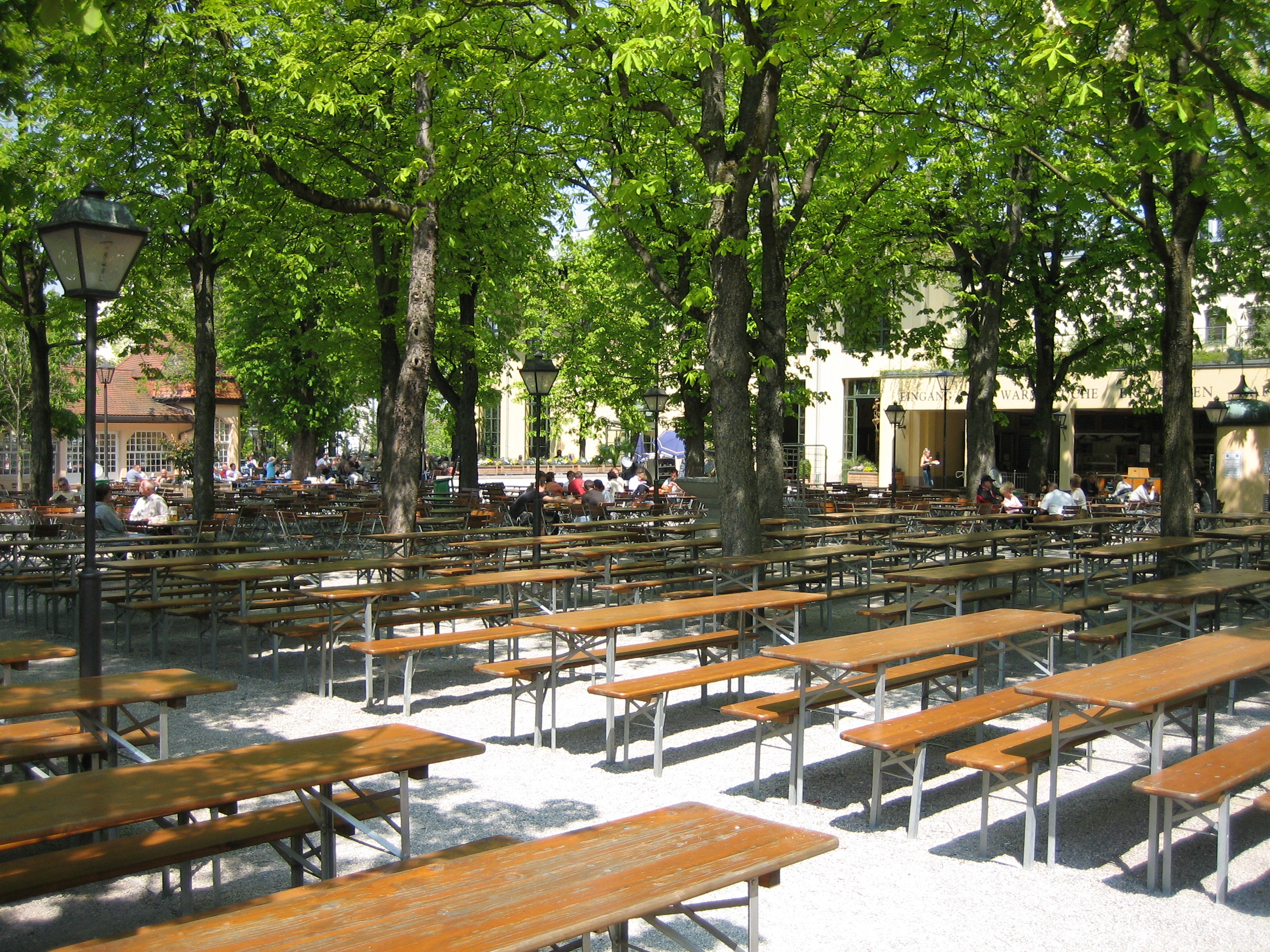
Paulaner am Nockherberg, Biergarten

Der Nockherberg ist eine kleine Geländeterrasse an der Hangkante des östlichen Isarhochufers im Münchner Stadtteil Au.
Am an der Hochstraße angrenzenden Rand des Geländes der bis Februar 2016 dort gelegenen Abfüllanlage und des Vertriebslagers der Paulaner-Brauerei findet jährlich der Salvator-Ausschank am Nockherberg im Salvatorkeller statt, ein traditionsreiches Starkbierfest. Der Begriff Nockherberg wird oft synonym für dieses Fest verwendet, insbesondere für dessen Auftakt, die Starkbierprobe (auch: Starkbieranstich) in Kombination mit dem regelmäßig weit verbreitet mediale Aufmerksamkeit erregenden Politiker-Derblecken.

## Namensherkunft und Lage
Der Name des Nockherbergs und zweier dortiger Straßen (Am Nockherberg, Nockherstraße) geht auf die Bankiersfamilie Nockher zurück. Diese war seit dem frühen 18. Jahrhundert in München ansässig und besaß seit 1789 auf der östlichen Isarhöhe ein Sommerhaus an der heutigen Straße Am Nockherberg, das sogenannte „Nockherschlösschen“.
Der Nockherberg liegt in der Hochau im Stadtbezirk Au-Haidhausen. Vom Nockherberg (etwa 535 m ü. NHN) fällt das Gelände in nordwestlicher Richtung zur Isar hin um ungefähr 20 m ab. Unterhalb der Anhöhe befindet sich die Straße Am Neudeck mit der ehemaligen Justizvollzugsanstalt Neudeck, nördlich hiervon der Mariahilfplatz und südwestlich die alten Paulaner-Brauereianlagen.

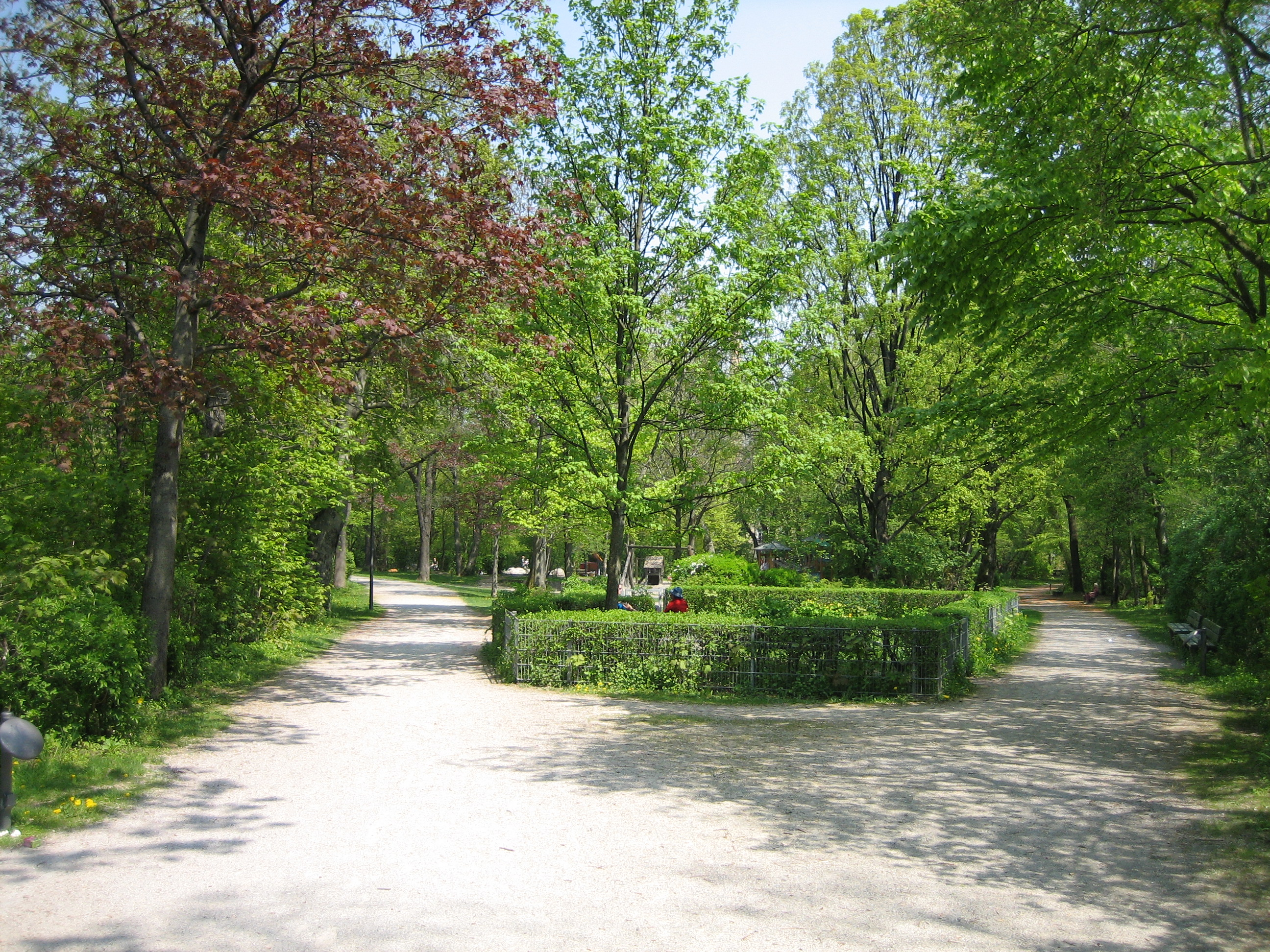
Kronepark

Vom Neudeck windet sich die Bergstraße Am Nockherberg, die davor Ohlmüllerstraße heißt, den Hang hinauf und geht oben in die Sankt-Bonifatius-Straße über. Den nordöstlichen Teil des Nockherbergs bildete (bis zum Umzug der Brauerei nach München-Langwied) der neue Teil des Brauereigeländes – mit Gleisanschluss zum Ostbahnhof – zwischen der Regerstraße im Osten und der Hochstraße im Westen. Diese zweigt von der Straße Am Nockherberg nahe dem oberen Ende ab und ist über den kleinen Zacherlweg nochmals mit ihr verbunden.
Überquert man dort die Straße Am Nockherberg, gelangt man in den städtischen Kronepark, der den südwestlichen Teil der Anhöhe einnimmt und 1958 auf einem Grundstück des früheren Zirkusdirektors Carl Krone und seiner 1957 verstorbenen Witwe Ida Krone errichtet wurde. Westlich unterhalb des Parks mit Spielplatz verläuft die Nockherstraße, früher „Bei den Jägerhäusln“, zu der verschiedene Steige hinabführen. Hier hat sich die Forschungsstätte Deutsches Jugendinstitut angesiedelt. Das südwestliche Ende der Nockherstraße bildet der Kolumbusplatz.

## Starkbierfest

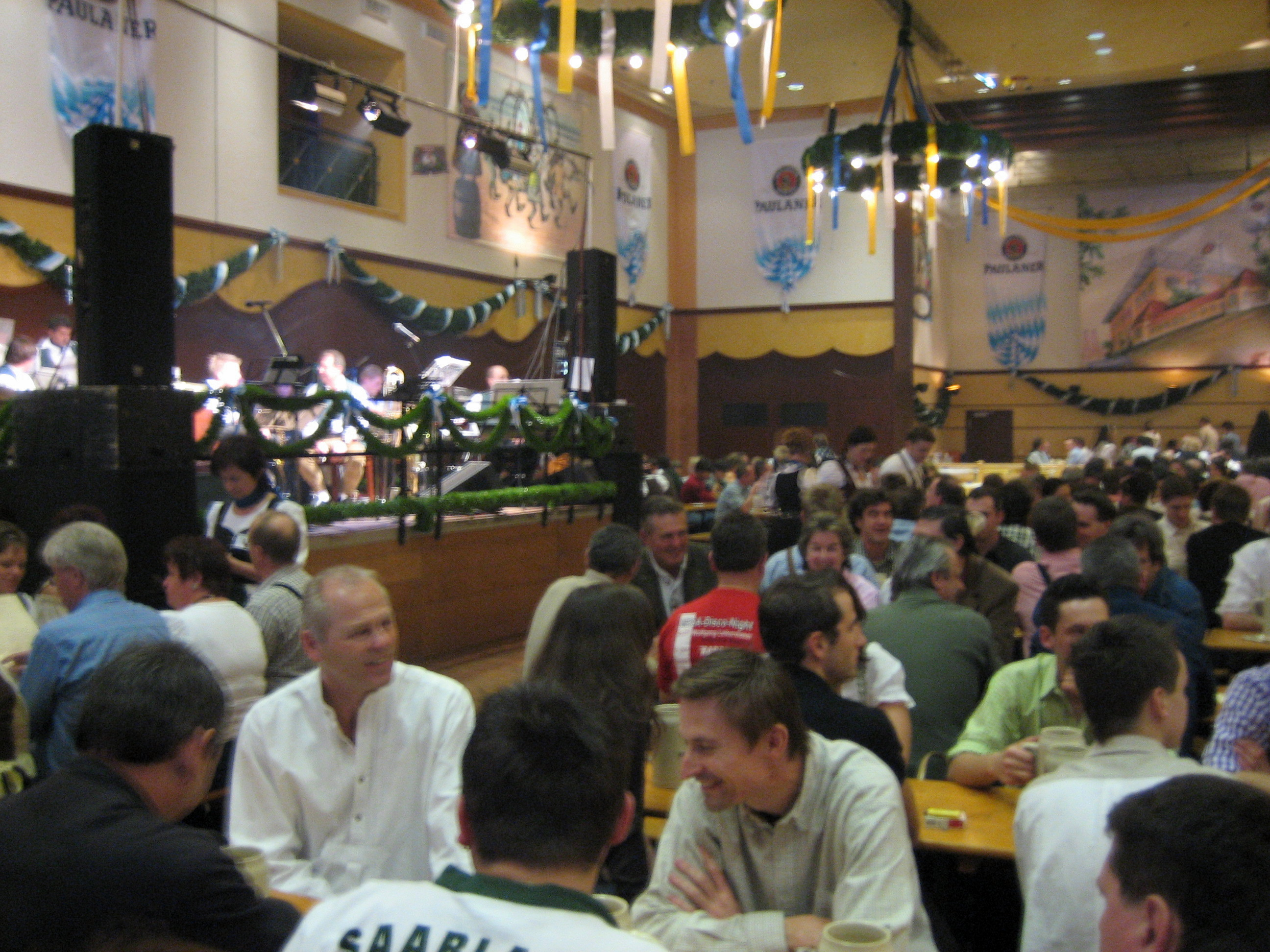
Salvator-Ausschank, 2007

Das Starkbierfest wird jedes Jahr während der Fastenzeit im Paulaner-Festsaal in der Hochstraße 77 veranstaltet. Es beginnt um den Josefstag (19. März) an einem Mittwoch und dauert 17 Tage, in München oft als Starkbierzeit oder Fünfte Jahreszeit bezeichnet. Das Fest steht in der Tradition des Heilig-Vater-Festes am 2. April, bei dem des heiligen Franz von Paola gedacht wurde, des Gründers des Paulaner-Ordens.
Mit seinen Bierbänken, der Stimmungsmusik und dem großen Besucherandrang ähnelt der Salvator-Ausschank in seiner heutigen Form in mancherlei Hinsicht den Bierzelten auf dem Münchner Oktoberfest. Auf dem Nockherberg wird das Bier nicht wie sonst üblich in Glaskrügen, sondern in Keferloher Maßkrügen aus Ton ausgeschenkt, was das Bier länger kühl hält, aber auch „zurückhaltendes“ Einschenken erleichtert.

### Geschichte des Starkbierausschanks
Der Starkbierausschank zur Fastenzeit lässt sich auf eine Ordensregel der im Kloster Neudeck ob der Au ansässigen Paulaner-Mönche zurückführen, die in ihrer Klosterbrauerei spätestens ab 1634 Bier brauten. Sie mussten sich generell sehr karg ernähren und brauchten daher vor allem während der noch strengeren Fastenzeiten zur Stärkung „flüssiges Brot“, welches das Fasten nicht brach. Zu Ehren des Ordensgründers wurde seit 1651 jedes Jahr im Frühling eine besonders starke Biersorte ausgeschenkt, das „Sankt-Vater-Bier“, der spätere Salvator. Dieses verkauften die Ordensbrüder mit der Zeit auch außer Haus, in erster Linie zur Versorgung der armen dörflichen Bevölkerung, aber auch zur Aufbesserung der Klosterkasse.
Im 18. Jahrhundert wurde es üblich, den bayerischen Kurfürsten zum alljährlichen Anstich des Starkbiers am 2. April einzuladen und ihm den ersten Krug Bier auszuschenken. Mit Mandat vom 31. März 1751 gestattete Kurfürst Maximilian III. Joseph ausdrücklich den öffentlichen Bierausschank am Festtag Franz von Paolas. Am 26. Februar 1780 erlaubte dann Karl Theodor, seit 1777 Kurfürst von Bayern, den Paulanern den ganzjährigen Bierausschank. Das Heilig-Vater-Fest 1799, an dem der gesamte Hofstaat von Kurfürst Maximilian IV. Joseph teilnahm, wurde das bis dahin größte Volksfest in der Stadt. Doch noch im gleichen Jahr wurde das Kloster Neudeck aufgehoben. Das gegenüber gelegene Klosterbräuhaus wurde im Zuge der Säkularisation enteignet und 1803 zunächst an den Johanniterorden veräußert.

Salvator-Ausschank 1890

Der Bräu Franz Xaver Zacherl (* 1772; † 1849) pachtete 1806 die Paulanerbrauerei und kaufte sie 1813 schließlich, wodurch sie zur bürgerlichen Brauerei wurde; nach ihm ist der Zacherlweg auf dem Nockherberg benannt. Zacherl führte die Tradition des alljährlichen Starkbieranstichs am 2. April und des festlichen Ausschanks in der anschließenden Oktav (acht Tage) fort. Zur Mitte des 19. Jahrhunderts verlagerte sich der Beginn des Ausschanks in den März zurück und die Starkbierzeit verlängerte sich: 1861 begann der Salvator-Ausschank am Sonntag vor Josefi und dauerte zwölf Tage. Seit 1858 ließ die Brauerei zur Umsatzsteigerung Gstanzlsänger und Volksschauspieler auftreten. Beim Anstich 1891 gab es erstmals eine Salvatorrede, und nach einer kriegsbedingten Unterbrechung von 1939 bis 1950 gewann die Starkbierprobe ihre heutige Form, in der bevorzugt Politiker „derbleckt“, also kabarettistisch aufs Korn genommen werden.

#### Die „Salvator-Schlacht“ von 1888
Zur einzigen unfriedlichen Ausnahme in der Geschichte des Bürgerfestes kam es am 23. März 1888, als eine kleinere Rauferei zur Massenschlägerei ausartete. Aus geringfügigem Anlass kam es in der Kellerhalle zu einem Streit zwischen Soldaten der Bayerischen Armee und Zivilisten. Als ein Artillerist seinen Säbel zog, entbrannte eine größere Schlägerei, bei der auch Stöcke und Maßkrüge zum Einsatz kamen und daher relativ viele Verletzungen zu beklagen waren. Nach und nach griffen die Gewalttätigkeiten auf Saal und Garten über. Die hinzukommende Gendarmerie und auch die Zuchthauswache aus Neudeck konnten der Menge nicht Einhalt gebieten, bis schließlich eine 50 Mann starke Einheit der Schweren Reiter eintraf und Säbel schwingend in die Halle ritt. Als die Streitigkeiten ausbrachen, war auf dem Nockherberg nur ein einziger Gendarmerie-Wachtmeister im Einsatz, was in einer späteren Untersuchung als ein Grund für die Eskalation angesehen wurde. Teilweise wird auch vertreten, dass ein erhöhter Salvatorpreis die eigentliche Ursache für die Reizbarkeit der Festbesucher gewesen sei. Das „Skandaljahr“ 1888 blieb auf Jahre hin Gesprächsstoff in München.

#### Veranstaltungsort

Zum Nockhergarten, um 1900

Der Salvator-Ausschank fand ursprünglich nicht auf dem Nockherberg statt, sondern im alten Brauereigebäude am Neudeck an der Ecke Falkenstraße und Ohlmüllerstraße. 1822 wurde dort auf dem Gelände des Paulanergartens für den ganzjährigen Ausschank des „Fastenbiers“ die Wirtschaft Zacherlgarten errichtet, die bis 2008 bestand. Von 1846 bis 1860 erfolgte der Ausschank im so genannten Neudecker Garten in der Au. Im Jahr 1858 verkaufte dann der Bankier Georg Nockher seine Sommerresidenz auf dem Nockherberg an die Paulaner-Brauerei (damals noch „Zacherlbräu“), die sie zu einer Gartenwirtschaft umbaute. Ab dem Frühjahr 1861 fand der Ausschank nun hier im neuen Zacherl-Keller statt, spätestens seit 1928 Salvatorkeller genannt. Die Gastwirtschaft Zum Nockhergarten, das ehemalige „Nockherschlösschen“, wurde 1903/1904 abgerissen.
Im Zweiten Weltkrieg wurden die massiven Gewölbe der Brauereistollen als Befehlsstand der Münchner Luftschutzstellen genutzt, ein Teil war auch als Luftschutzraum für die Bevölkerung freigegeben. Nachdem der Keller bei einem Bombenangriff am 24. April 1944 vollständig zerstört wurde, kam es am 11. März 1950 zur Wiedereröffnung der Gaststätte und des von Professor Franz Zell entworfenen neuen Salvatorkellers.

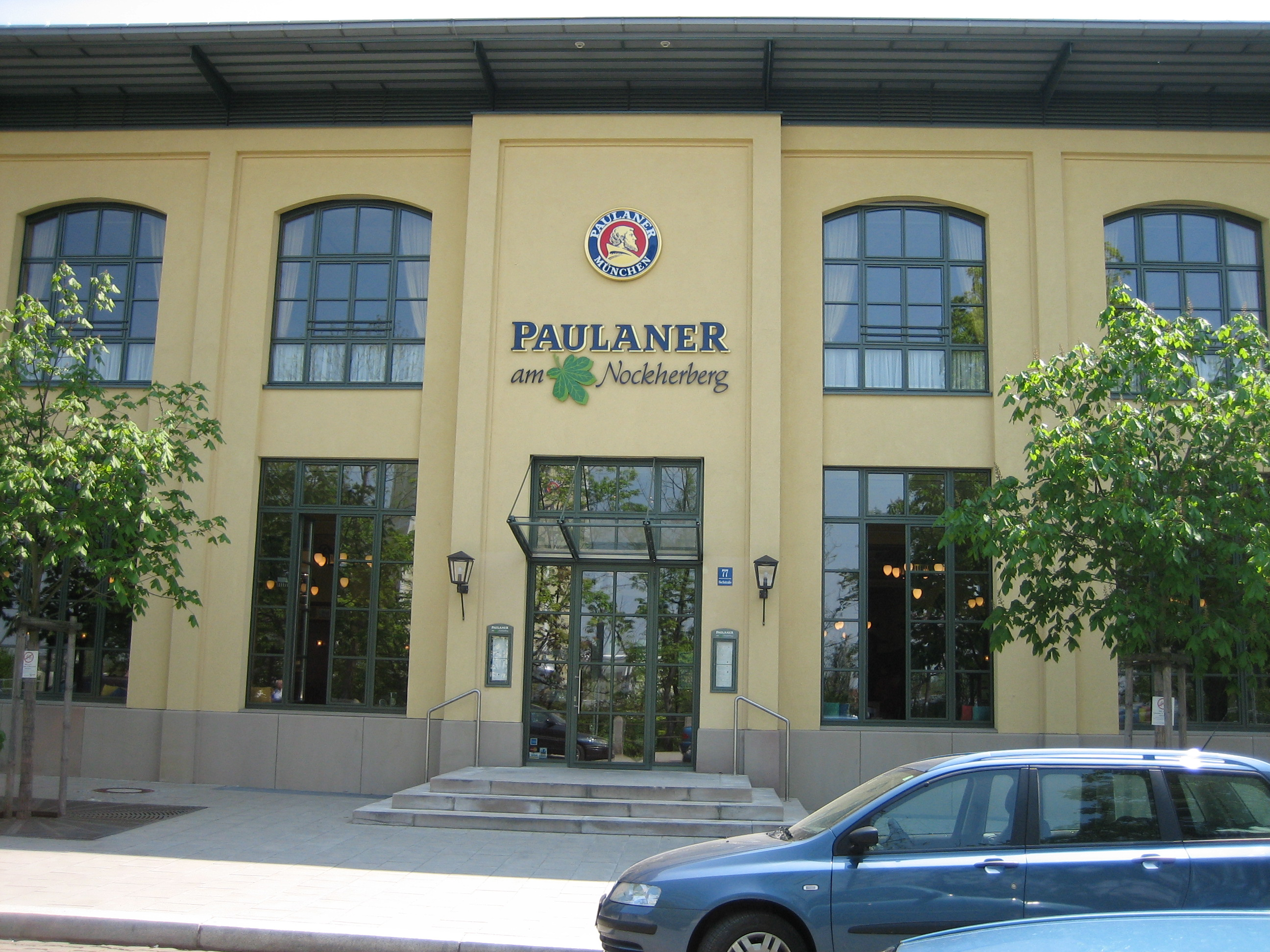
Paulaner am Nockherberg, 2006

Am 28. August 1965 hielt die rechtsextreme Partei NPD ihren ersten Bundesparteitag im Salvatorkeller ab.
Am 27. November 1999 wurde der Keller, nunmehr Paulaner-Keller genannt, durch eine Brandstiftung fast gänzlich zerstört. Die Löscharbeiten mit 89 Feuerwehreinsatzfahrzeugen dauerten zwei Tage, es entstand ein Schaden von umgerechnet rund 15 Millionen Euro. Der Täter wurde unter 650 Verdächtigen trotz intensiver Bemühungen bis heute nicht ermittelt. Im März 2004 wurde der 39-jährige Karl R., ein Nenn-Stiefbruder von Nockherberg-Wirt Peter Pongratz und Verwandter der Fischer-Vroni-Familie, in Untersuchungshaft genommen. Er wurde aus Mangel an Beweisen aber nach einigen Monaten wieder freigelassen.
In den Jahren 2000 bis 2002 fand der Salvator-Ausschank in einem eigens dafür aufgestellten Zelt auf dem Mariahilfplatz unterhalb des Nockherbergs statt. Der Paulaner-Keller wurde im Jahr 2001 abgerissen und schließlich 2003 durch den neu errichteten, oberirdischen Paulaner Festsaal ersetzt, der bis zu 2.500 Besuchern Platz bietet. Die Kosten für den Neubau beliefen sich auf etwa 25 Millionen Euro. Ein Raum im Gewölbekeller des neuen Wirtshauses Paulaner am Nockherberg wird heute wieder Salvatorkeller genannt. Im seit 2003 wieder zugänglichen Biergarten befindet sich der aus der Fernsehwerbung bekannte Brunnen.

### Politischer Auftakt: Die Starkbierprobe
Auftaktveranstaltung des jährlichen Salvator-Ausschanks ist die Starkbierprobe mit geladenen Gästen. Die Besonderheit dieser Veranstaltung liegt in der Anwesenheit vieler bayerischer Landespolitiker und Bundespolitiker. Durch die Übertragung im Bayerischen Fernsehen seit 1982 ist der Starkbieranstich auf dem Nockherberg auch einem breiten Publikum zugänglich. Die Fernsehübertragung 2004 wurde von etwa 2,8 Millionen Zuschauern verfolgt. 2015 hatte die Live-Übertragung deutschlandweit 2,8 Millionen Zuschauer, davon in Bayern 2,05 Millionen Zuschauer.

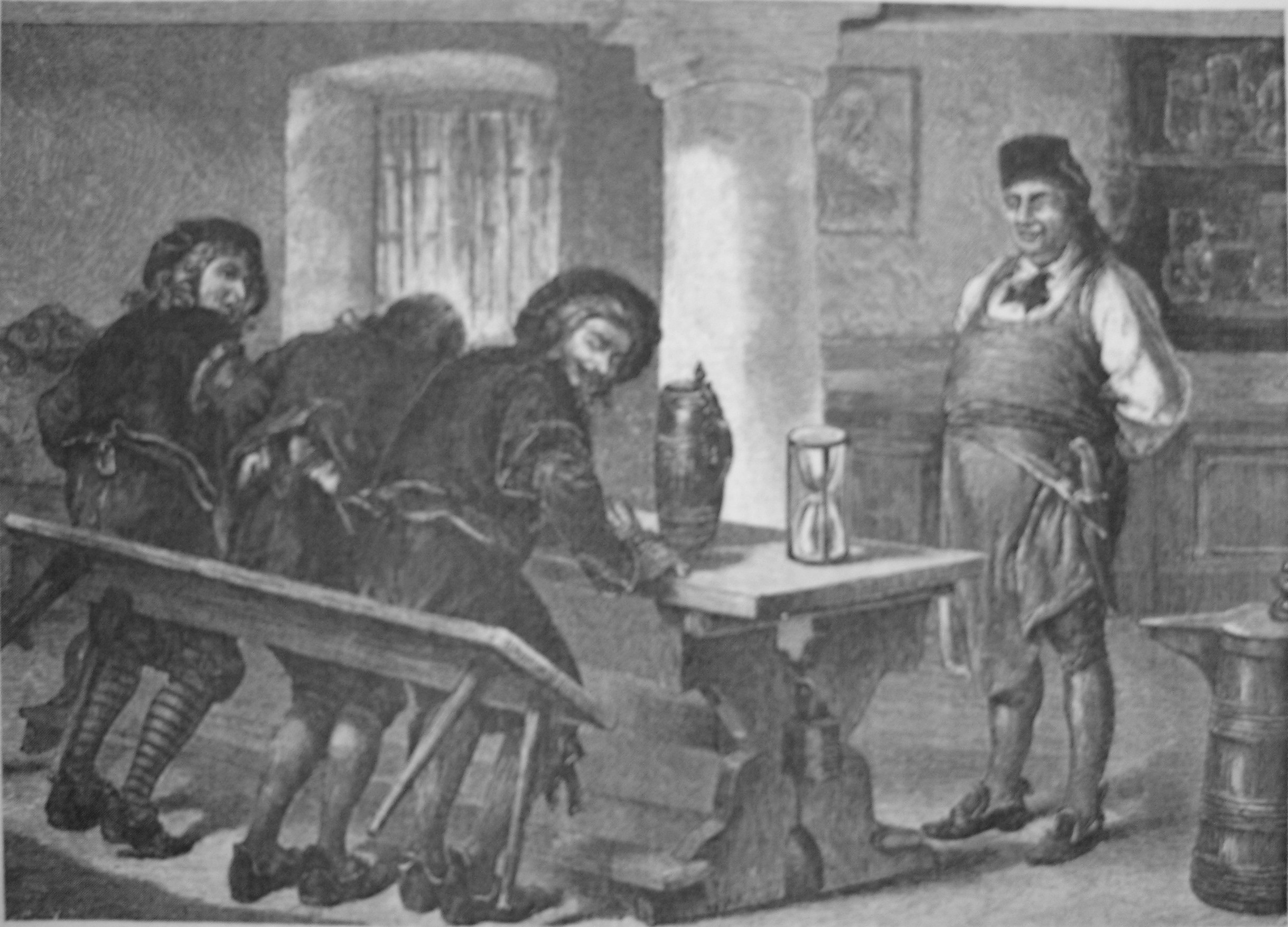
Historische Bierprobe

Die Veranstaltung beginnt mit der eigentlichen Bierprobe. Die erste Maß, die früher dem Kurfürsten und später dem König zustand, wird seit 1965 dem bayerischen Ministerpräsidenten gereicht. Der Brauereichef übergibt den Krug mit den traditionellen Worten: Salve pater patriae! Bibas, princeps optime! (lat. „Sei gegrüßt, Vater des Vaterlands! Trinke, bester Fürst!“). Vom Landesvater wird allerdings nicht erwartet, dass er die „klassische“ Salvatorprobe durchführt, die heute aufgrund einer veränderten Rezeptur ohnehin nicht mehr funktionieren würde: Das Fastenbier galt früher als stark genug, wenn eine Bank, über die das Bier verschüttet worden war, beim Aufstehen an der Lederhose kleben blieb.
Höhepunkt der Veranstaltung ist das Politiker-Derblecken, ein politisches Kabarett vor geladenen Gästen, bestehend aus einer Festrede und einem anschließenden Singspiel. In beiden Beiträgen werden aktuelle Themen der Münchner sowie der Landes- und Bundespolitik behandelt, mit mehr oder weniger feiner Ironie und teils heftigen Seitenhieben auf Politiker gleich welcher Partei. Nicht derbleckt, also in den Festbeiträgen nicht auf die Schippe genommen zu werden, kann für einen bayerischen Politiker beinahe schon als Zeichen mangelnder Bedeutung oder fehlender Persönlichkeit angesehen werden.

„Es stimmt schon, Herr Rothemund, dass Sie 70 Prozent kennen, denn die anderen 30 Prozent haben Sie ja gewählt.“

1991 fiel die Salvatorprobe wegen des Golfkriegs aus, ebenso 2003 wegen des Irakkriegs. Im Jahr 2009 wurde die für den 12. März vorgesehene Starkbierprobe wegen des Amoklaufs in Winnenden ans Ende des Salvator-Ausschanks, auf den 2. April verschoben. 2020 fiel die Salvatorprobe wegen der Coronavirus-Pandemie, 2022 wegen des Kriegs in der Ukraine aus.

#### Tradition des Derbleckens
Das Derblecken (bairisch, etwa „sich über jemanden lustig machen“) geht auf die Begrüßung von Gästen durch ihren Wirt zurück, der früher noch alle Dorfbewohner persönlich kannte und mit den im Ort kursierenden Geschichten und Gerüchten bestens vertraut war. Von humorvollen und selbstbewussten Wirten wurden die Stammgäste gern mit diesen Geschichten aufgezogen („'naufg’schossen“). Rhetorisch weniger begabte Wirte oder Gastgeber beauftragten bei Veranstaltungen, zu denen die Gäste auf ähnliche Weise begrüßt werden sollten, professionelle Hochzeitslader oder Gstanzlsänger, die sich im Vorfeld nach den Eigenheiten und Empfindlichkeiten der Gäste umhörten. Von den jeweiligen Opfern des Spotts wurde erwartet, diesen mit Humor zu nehmen; eine beleidigte Reaktion löste umso größere Erheiterung bei den anderen Gästen aus.
Dieser Hintergrund ist bis heute prägend auch für das Politiker-Derblecken auf dem Nockherberg. Da es sich bei den „Opfern“ um geladene Gäste handelt, verbietet sich allzu grobe oder gar beleidigende Kritik, die auf den Gastgeber – die Brauerei – zurückfallen würde. Dementsprechend sind die Autoren der Festbeiträge bemüht, besonders kritische „Angriffe“ augenzwinkernd oder indirekt vorzubringen.

#### Festrede
Der erste Salvatorredner, auch Fastenprediger genannt, war 1891 der Münchner Humorist Jakob Geis. Ihm folgten der Volksschauspieler Weiß Ferdl (1922–1932), der Conférencier Adolf Gondrell (1951–1953), der Gstanzlsänger Roider Jackl (1954–1974) sowie der Radiomoderator Emil Vierlinger (1975–1978), der nach dem Zweiten Weltkrieg die Übertragung des „Derbleckens“ auf dem Nockherberg im Hörfunk organisierte. Nach dessen schwerer Erkrankung übernahmen Michl Lang (1979), Ernst Maria Lang (1980), Klaus Havenstein (1981) und schließlich der Schauspieler und Paulaner-Werbeträger Walter Sedlmayr (1982–1990). 1991 wurde das Spektakel mit Toni Berger als vorgesehenem Redner wegen des Ersten Irakkriegs abgesagt.
Von 1992 bis 2010 traten die Festredner (mit einer Ausnahme 2007) in der Rolle des Mönchs Bruder Barnabas auf, der den Gästen eine Fastenpredigt hält. Die Rolle geht zurück auf den Paulaner-Mönch Frater Barnabas (* 1750; † 1795), der mit bürgerlichem Namen Valentin Stephan Still hieß, seit 1774 Braumeister in München war und die Grundrezeptur des modernen Salvator-Starkbiers erfunden haben soll.
Der erste Salvatorredner, der in der historischen Rolle des Bruder Barnabas auftrat, war Max Grießer (1992–1996), gefolgt von Erich Hallhuber (1997–1998). Hallhuber bestand auf der Freiheit, den Text des Redenschreibers (1982–2003) Hannes Burger abändern zu dürfen, während Burger den wortgenauen Vortrag seines Textes forderte. Aufgrund dieses Streits sagte Hallhuber 1999 kurzfristig seinen Auftritt ab. Sein Nachfolger Gerd Fischer (1999–2003) trug seine Predigten in einem Tonfall vor, der die „Derbleckten“ eher gütig bemitleidete. Seit 2004 verfassen die Festredner ihre Beiträge selbst. Mit dem Kabarettisten Bruno Jonas (2004–2006) wurden die Fastenpredigten wieder scharfzüngiger. 2007 hielt der niederbayerische Kabarettist Django Asül ohne Mönchskutte die Salvatorrede. 2008 bis 2010 hielt das vormalige Stoiber-Double Michael Lerchenberg – wieder in der Rolle des Bruder Barnabas – die Fastenpredigt. Sein Co-Autor war der Kabarettist Christian Springer. Beide traten als Derblecker zurück, nachdem 2010 einzelne Personen wie Guido Westerwelle, Christine Haderthauer und Charlotte Knobloch in einem Teil der Fastenpredigt (Westerwelle wolle alle Hartz-IV-Empfänger in einem mit Stacheldraht umgebenen Lager in Ostdeutschland sammeln, über dem Eingang stehe „in eisernen Lettern: Leistung muss sich wieder lohnen“) einen KZ-Vergleich sahen und Kritik geäußert hatten.
Von 2011 bis 2018 hielt Luise Kinseher als erste Frau die Salvatorrede. Sie trat in der Rolle der „Mama“ Bavaria auf, welche sie 2010 im Singspiel verkörperte.
2019 hielt Maxi Schafroth als bisher jüngster Redner und erster Allgäuer die Fastenpredigt. Nach dem coronabedingten Ausfall der Veranstaltung 2020 fand die Rede Schafroths 2021 wegen der COVID-19-Pandemie erstmals digital und ohne Zuschauer vor Ort statt. 2022 fiel die Veranstaltung erneut aus, diesmal wegen des Ukraine-Kriegs. Von 2023 bis 2025 gab es wieder reguläre Fastenpredigten von Schafroth.
Am 29. Juli 2025 gab die Paulaner Brauerei bekannt, dass Stephan Zinner bei der Salvatorprobe 2026 die Fastenpredigt halten wird.

Festredner ab 1999
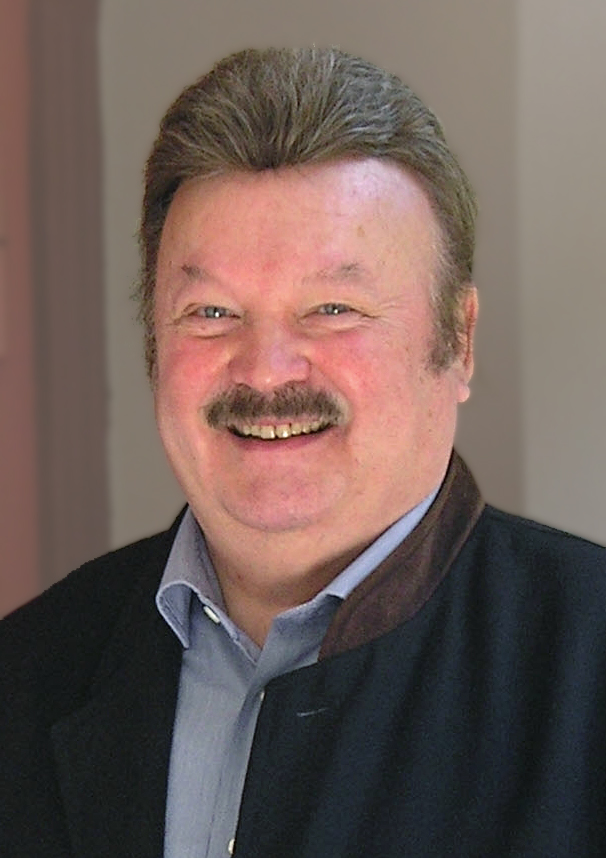
Gerd Fischer 1999–2003
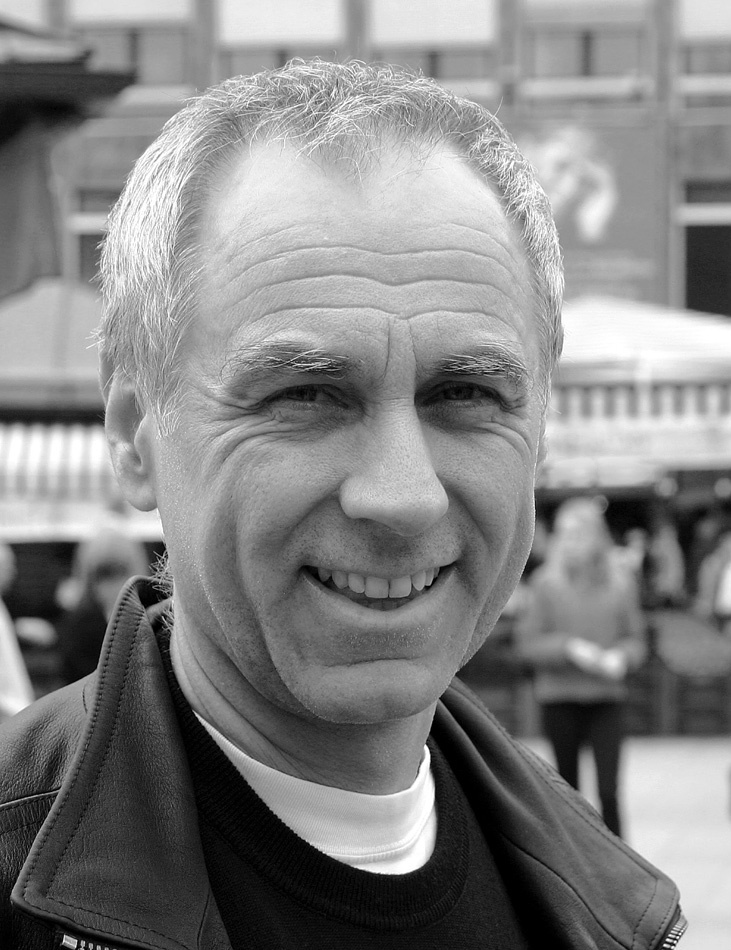
Bruno Jonas 2004–2006
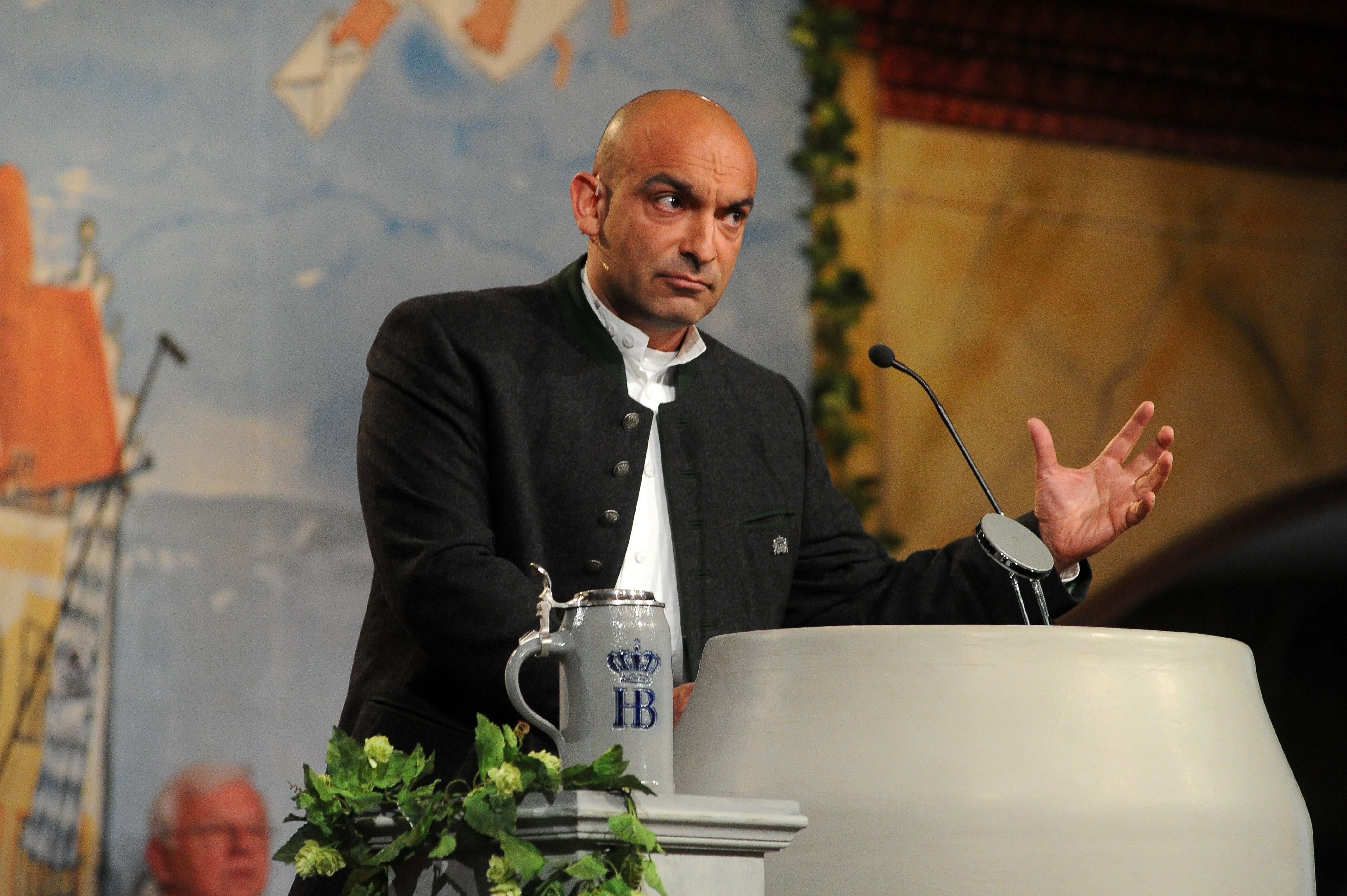
Django Asül 2007
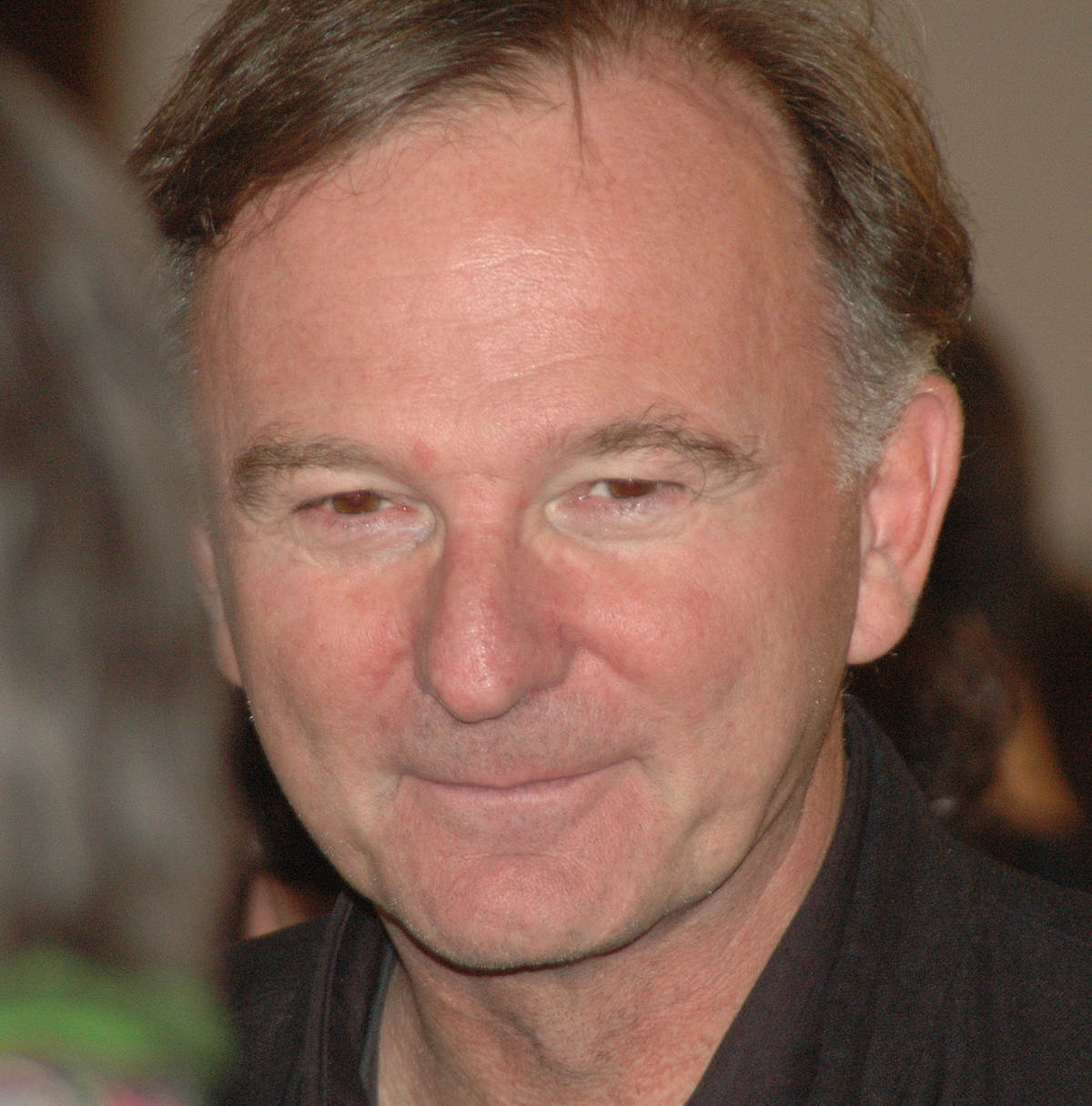
Michael Lerchenberg 2008–2010
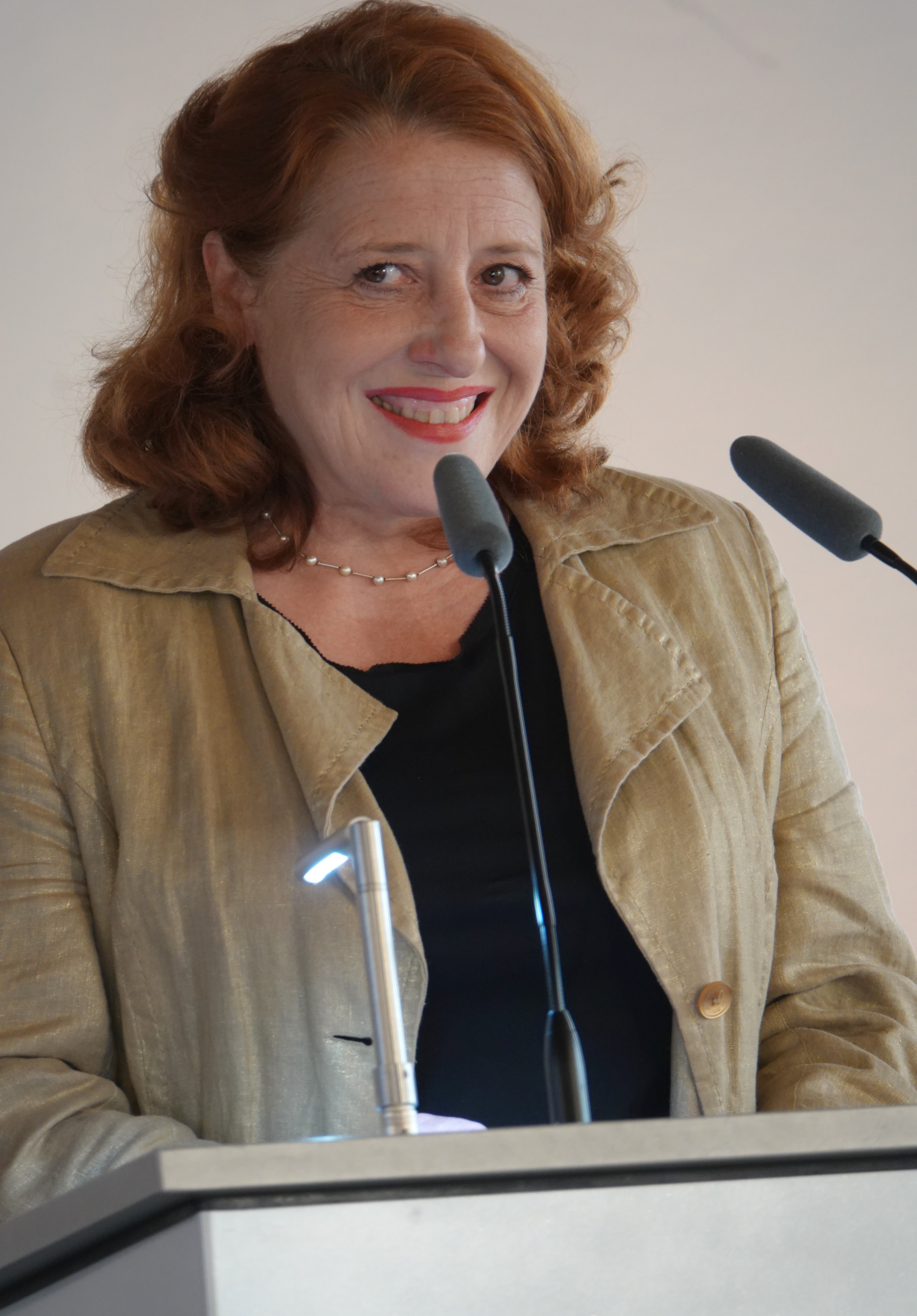
Luise Kinseher 2011–2018
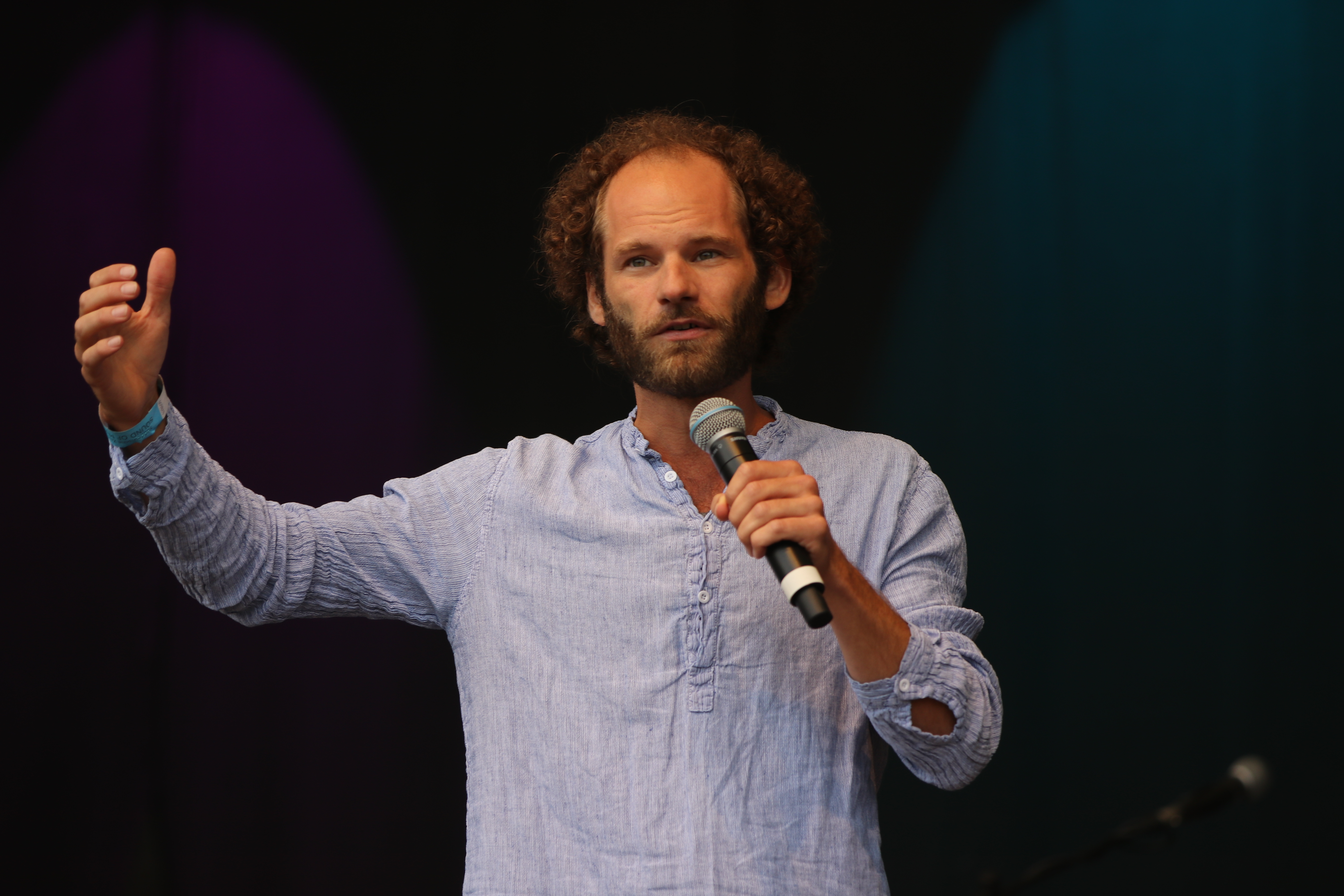
Maxi Schafroth 2019–2025
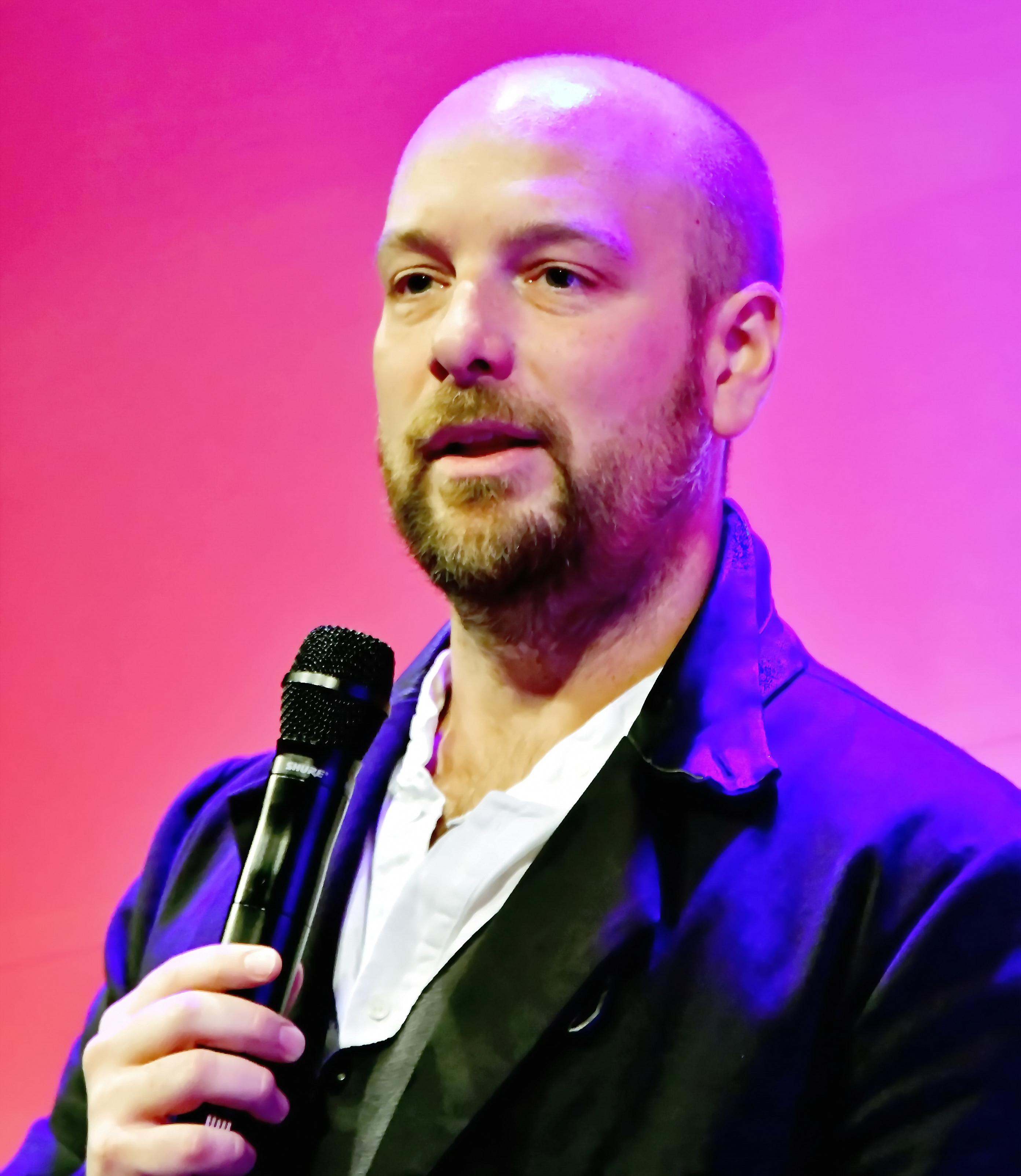
Stephan Zinner ab 2026

#### Singspiel
Der Festrede schließt sich das Salvatorspiel an, in dem zahlreiche Politiker parodiert werden. Bis 1985 wurde das Singspiel von Regisseur Olf Fischer inszeniert, bis 1988 dann vom früheren BR-Hörfunk-Unterhaltungschef Hellmuth Kirchammer, der auch das Autorenteam leitete. Bis 2009 wurde das Gesangskabarett unter der Regisseurin Eva Demmelhuber nach und nach zu einem echten Bühnenstück ausgebaut, eingebettet in ein jährlich neues Thema mit entsprechendem Bühnenbild. Unter den Autoren des Salvatorspiels waren ab 1999 Holger Paetz, Darsteller von Guido Westerwelle, und Uli Bauer, Darsteller von Christian Ude. Im Jahr 2010 übernahm Alfons Biedermann die Regie. Die erstmals neu komponierten Lieder stammen von Martin Lingnau (Musik) und Heiko Wohlgemuth (Texte). Von 2013 bis 2017 wurde das Singspiel von dem Kölner Autor Thomas Lienenlüke geschrieben, von Marcus H. Rosenmüller inszeniert und von Gerd Baumann komponiert. Seit 2018 gestalten Richard Oehmann und Stefan Betz das Singspiel.
Nach dem Singspiel lassen sich in der Regel die anwesenden Politiker zusammen mit den Darstellern, die sie parodiert haben, von den Kameras der Journalisten und des Fernsehens ablichten. 2020 und 2021 fand pandemiebedingt kein Singspiel statt, 2022 aufgrund des Ukraine-Kriegs.
| Singspiele und Darsteller seit 2001          | Singspiele und Darsteller seit 2001 | Singspiele und Darsteller seit 2001 | Singspiele und Darsteller seit 2001 | Singspiele und Darsteller seit 2001 | Singspiele und Darsteller seit 2001 | Singspiele und Darsteller seit 2001 | Singspiele und Darsteller seit 2001 | Singspiele und Darsteller seit 2001 | Singspiele und Darsteller seit 2001 | Singspiele und Darsteller seit 2001 | Singspiele und Darsteller seit 2001                            |
| Jahr [Video] Titel                           | Rolle * | Rolle *                             | Rolle *                             | Rolle *                             | Rolle *                             | Rolle *                             | Rolle *                             | Rolle *                             | Rolle *                             | Rolle *                             | Inszenierung Buch Lieder                                       |
| Jahr [Video] Titel                           | Schauspieler | Schauspieler                        | Schauspieler                        | Schauspieler                        | Schauspieler                        | Schauspieler                        | Schauspieler                        | Schauspieler                        | Schauspieler                        | Schauspieler                        | Inszenierung Buch Lieder                                       |
| -------------------------------------------- | --- | ----------------------------------- | ----------------------------------- | ----------------------------------- | ----------------------------------- | ----------------------------------- | ----------------------------------- | ----------------------------------- | ----------------------------------- | ----------------------------------- | -------------------------------------------------------------- |
| 2025 Ein Wadl für Deutschland                | Markus Söder | Hubert Aiwanger                     | Michaela Kaniber                    | Dorothee Bär                        | Saskia Esken                        | Dieter Reiter                       | Olaf Scholz                         | Robert Habeck                       | Christian Lindner                   | Friedrich Merz                      | Stefan Betz (I,B) Richard Oehmann (I,B) Martin Probst          |
| 2025 Ein Wadl für Deutschland                | Thomas Unger | Stefan Murr                         | Judith Toth                         | Eli Wasserscheid                    | Natalie Hünig                       | Gerhard Wittmann                    | Nikola Norgauer                     | Thomas Limpinsel                    | Christian Pfeil                     | David Zimmerschied                  | Stefan Betz (I,B) Richard Oehmann (I,B) Martin Probst          |
| 2025 Ein Wadl für Deutschland                | weitere Rollen: Heidi Reichinnek (Anja Straubhaar), apokalyptische Hobby-horse-Reiterin ≙ Alice Weidel (Alida Will)                             |                                     |                                     |                                     |                                     |                                     |                                     |                                     |                                     |                                     | Stefan Betz (I,B) Richard Oehmann (I,B) Martin Probst          |
| 2024 Albträumereien                          | ≡ | ≡                                   | ≡                                   | Martin Huber                        | Katharina Schulze                   | ≡                                   | ≡                                   | ≡                                   | ≡                                   | ≡                                   | ≡ Tobias Weber                                                 |
| 2024 Albträumereien                          | ≡ | ≡                                   | ≡                                   | Roland Schreglmann                  | Sina Reiß                           | ≡                                   | ≡                                   | ≡                                   | ≡                                   | ≡                                   | ≡ Tobias Weber                                                 |
| 2023 Gestrandet                              | ≡ | ≡                                   | Angela Merkel                       | ≡                                   | ≡                                   | ≡                                   | ≡                                   | ≡                                   | ≡                                   | ≡                                   | ≡                                                              |
| 2023 Gestrandet                              | ≡ | ≡                                   | Antonia von Romatowski              | ≡                                   | ≡                                   | ≡                                   | ≡                                   | ≡                                   | ≡                                   | ≡                                   | ≡                                                              |
| 2022 – 2020 Alles geht gut aus               | abgesagt | abgesagt                            | abgesagt                            | abgesagt                            | abgesagt                            | abgesagt                            | abgesagt                            | abgesagt                            | abgesagt                            | abgesagt                            | abgesagt                                                       |
| 2019 Das kleine Glück                        | ≡ | ≡                                   | ≡                                   | Horst Seehofer                      | ≡                                   | ≡                                   | Andrea Nahles                       | Andreas Scheuer                     |                                     |                                     | ≡                                                              |
| 2019 Das kleine Glück                        | Stephan Zinner | Florian Fischer                     | ≡                                   | Christoph Zrenner                   | ≡                                   | ≡                                   | ≡                                   | Stefan Murr                         |                                     |                                     | ≡                                                              |
| 2018 Die glorreiche 7                        | ≡ | Ilse Aigner                         | ≡                                   | ≡                                   | Anton Hofreiter                     | ≡                                   | Natascha Kohnen                     |                                     | ≡                                   |                                     |                                                                |
| 2018 Die glorreiche 7                        | ≡ | Angela Ascher                       | ≡                                   | ≡                                   | Wowo Habdank                        | ≡                                   | ≡                                   |                                     | ≡                                   |                                     |                                                                |
| 2017 Scheining                               | ≡ | ≡                                   | ≡                                   | ≡                                   | ≡                                   | ≡                                   | Sahra Wagenknecht                   | Florian Pronold                     | Joachim Herrmann                    | Martin Schulz                       | Marcus H. Rosenmüller Thomas Lienenlüke Gerd Baumann           |
| 2017 Scheining                               | ≡ | ≡                                   | ≡                                   | ≡                                   | ≡                                   | ≡                                   | Rosetta Pedone                      | ≡                                   | Michael Vogtmann                    | Thomas Wenke                        | Marcus H. Rosenmüller Thomas Lienenlüke Gerd Baumann           |
| 2016 Brain-Sturm                             | ≡ | ≡                                   | ≡                                   | ≡                                   | ≡                                   | ≡                                   | Ursula von der Leyen                | Karl-Theodor zu Guttenberg          | ≡                                   | Sigmar Gabriel                      | ≡                                                              |
| 2016 Brain-Sturm                             | ≡ | ≡                                   | ≡                                   | ≡                                   | ≡                                   | ≡                                   | Nikola Norgauer                     | ≡                                   | ≡                                   | ≡                                   | ≡                                                              |
| 2015 Völlig losgelöst                        | ≡ | ≡                                   | ≡                                   | ≡                                   | ≡                                   | ≡                                   | ≡                                   | Alexander Dobrindt                  | Gregor Gysi                         | ≡                                   | ≡                                                              |
| 2015 Völlig losgelöst                        | ≡ | ≡                                   | ≡                                   | ≡                                   | ≡                                   | ≡                                   | ≡                                   | ≡                                   | Reinhard Peer                       | ≡                                   | ≡                                                              |
| 2014 Fast Faust                              | ≡ | ≡                                   | ≡                                   | ≡                                   | ≡                                   | Christian Ude                       |                                     | Florian Pronold                     |                                     | ≡                                   | ≡                                                              |
| 2014 Fast Faust                              | ≡ | ≡                                   | ≡                                   | ≡                                   | ≡                                   | Uli Bauer                           | ≡                                   | ≡                                   |                                     |                                     | ≡                                                              |
| 2013 Waldesruh                               | ≡ | ≡                                   |                                     | ≡                                   | Margarete Bause                     | ≡                                   | Hubert Aiwanger                     | Philipp Rösler                      | Peer Steinbrück                     | ≡                                   |                                                                |
| 2013 Waldesruh                               | ≡ | ≡                                   | Wolfgang Krebs                      | Margret Völker                      | ≡                                   | ≡                                   | Hyun Wanner                         | Andreas Borcherding                 |                                     | ≡                                   |                                                                |
| 2012 Nockherberg gegen den Schuldenberg      | ≡ | Christine Haderthauer               | ≡                                   | ≡                                   | Winfried Kretschmann                | ≡                                   | Karl-Theodor zu Guttenberg          |                                     |                                     | Alfons Biedermann (I, B)            |                                                                |
| 2012 Nockherberg gegen den Schuldenberg      | ≡ | ≡                                   | Christin Marquitan                  | ≡                                   | Michael Vogtmann                    | André Hartmann                      | ≡                                   |                                     |                                     | Alfons Biedermann (I, B)            |                                                                |
| 2011 Die Ude-Preisverleihung                 | ≡ | ≡                                   | ≡                                   | ≡                                   | Claudia Roth                        | ≡                                   | Stephanie zu Guttenberg             | ≡                                   | ≡                                   | Sigmar Gabriel                      | ≡                                                              |
| 2011 Die Ude-Preisverleihung                 | ≡ | ≡                                   | Corinna Duhr                        | ≡                                   | Eva-Maria Höfling                   | ≡                                   | Stéphanie Berger                    | ≡                                   | Bernhard Wunderlich                 | Oliver Beerhenke                    | ≡                                                              |
| 2010 Bavaria sucht den Superpolitiker (BSDS) | ≡ |                                     | ≡                                   | ≡                                   | ≡                                   | ≡                                   | Franz Josef Strauß                  | ≡                                   | Guido Westerwelle                   | ≡                                   | ≡                                                              |
| 2010 Bavaria sucht den Superpolitiker (BSDS) | ≡ | ≡                                   | ≡                                   | ≡                                   | ≡                                   | Helmut Schleich                     | ≡                                   | Robin Brosch                        | ≡                                   |                                     | ≡                                                              |
| 2009 Die Helden von Burg Nockherberg         | ≡ | Edmund Stoiber                      | ≡                                   | ≡                                   | ≡                                   | ≡                                   | Erwin Huber                         | ≡                                   | ≡                                   | Günther Beckstein                   | Eva Demmelhuber Holger Paetz (B) Uli Bauer (B) Klaus Reichardt |
| 2009 Die Helden von Burg Nockherberg         | ≡ | Franz Kriege                        | ≡                                   | Christoph Zrenner                   | ≡                                   | Uli Bauer                           | Winfried Frey                       | ≡                                   | Holger Paetz                        | Andreas Borcherding                 | Eva Demmelhuber Holger Paetz (B) Uli Bauer (B) Klaus Reichardt |
| 2009 Die Helden von Burg Nockherberg         | weitere Rollen: Frank-Walter Steinmeier (Helmut Schleich), Sabine Leutheusser-Schnarrenberger (Bettina Redlich), Gabriele Pauli (Steffi Brehme) |                                     |                                     |                                     |                                     |                                     |                                     |                                     |                                     |                                     | Eva Demmelhuber Holger Paetz (B) Uli Bauer (B) Klaus Reichardt |
| 2008 Tankstelle Nockherberg                  | ≡ | ≡                                   | ≡                                   | Kurt Beck                           | ≡                                   | ≡                                   | ≡                                   | Ronald Pofalla                      | ≡                                   | ≡                                   | ≡                                                              |
| 2008 Tankstelle Nockherberg                  | ≡ | ≡                                   | ≡                                   | Helmut Schleich                     | ≡                                   | ≡                                   | ≡                                   | Martin Dudeck                       | ≡                                   | ≡                                   | ≡                                                              |
| 2007 Staatszirkus Nockherberg                | ≡ | ≡                                   | ≡                                   | Horst Seehofer                      | ≡                                   | ≡                                   | ≡                                   | Franz Müntefering                   | ≡                                   | ≡                                   | ≡                                                              |
| 2007 Staatszirkus Nockherberg                | ≡ | Michael Lerchenberg                 | ≡                                   | Christoph Zrenner                   | ≡                                   | ≡                                   | Norbert Heckner                     | Olaf Krätke                         | ≡                                   | ≡                                   | ≡                                                              |
| 2007 Staatszirkus Nockherberg                | weitere Rollen: Kurt Beck (Helmut Schleich), Ursula von der Leyen (Irina Wanka)                                                                 |                                     |                                     |                                     |                                     |                                     |                                     |                                     |                                     |                                     | ≡                                                              |
| 2006 Trauminsel Nockherberg                  | ≡ | ≡                                   | ≡                                   | ≡                                   | ≡                                   | ≡                                   | Oskar Lafontaine                    | ≡                                   | ≡                                   | Gerhard Schröder                    | ≡                                                              |
| 2006 Trauminsel Nockherberg                  | ≡ | ≡                                   | ≡                                   | ≡                                   | ≡                                   | ≡                                   | Joachim Bauer                       | ≡                                   | ≡                                   | André Hartmann                      | ≡                                                              |
| 2006 Trauminsel Nockherberg                  | weitere Rollen: Ulla Schmidt (Claus Obalski), Ludwig Stiegler (Kai Taschner)                                                                    |                                     |                                     |                                     |                                     |                                     |                                     |                                     |                                     |                                     | ≡                                                              |
| 2005 Tatort Nockherberg                      | Monika Hohlmeier | ≡                                   | ≡                                   | Hans Eichel                         | ≡                                   | ≡                                   | Erwin Huber                         | Doris Schröder-Köpf                 | ≡                                   | ≡                                   | ≡                                                              |
| 2005 Tatort Nockherberg                      | Bianca Bachmann | ≡                                   | ≡                                   | George Meyer-Goll                   | ≡                                   | ≡                                   | Norbert Heckner                     | Simone Solga                        | ≡                                   | ≡                                   | ≡                                                              |
| 2004 Höhenrausch am Nockherberg              | ≡ | ≡                                   | ≡                                   | ≡                                   | Renate Künast                       | ≡                                   | ≡                                   |                                     | ≡                                   | ≡                                   | ≡                                                              |
| 2004 Höhenrausch am Nockherberg              | ≡ | ≡                                   | ≡                                   | ≡                                   | Johanna Rönsch                      | ≡                                   | ≡                                   | ≡                                   | Paul Neuhaus                        |                                     | ≡                                                              |
| 2003 Götterdämmerung am Nockherberg          | Günther Beckstein | ≡                                   | ≡                                   | Wolfgang Hoderlein                  | Joschka Fischer                     | ≡                                   | Kurt Faltlhauser                    | ≡                                   | ≡                                   | ≡                                   | ≡ Franz Messner (B)                                            |
| 2003 Götterdämmerung am Nockherberg          | Gerd Lohmeyer | ≡                                   | ≡                                   | Michael Altinger                    | Philipp Sonntag                     | ≡                                   | Hans Jürgen Stockerl                | ≡                                   | ≡                                   | ≡                                   | ≡ Franz Messner (B)                                            |
| 2003 Götterdämmerung am Nockherberg          | weitere Rollen: Ulla Schmidt (Claus Obalski), Wolfgang Clement (Ingo Neise), Roland Koch (Joachim R. Iffland)                                   |                                     |                                     |                                     |                                     |                                     |                                     |                                     |                                     |                                     | ≡ Franz Messner (B)                                            |
| 2002 Wahlmarkt auf dem Nockherberg           | ≡ | ≡                                   | ≡                                   | ≡                                   | ≡                                   | ≡                                   | Otto Schily                         | Thomas Goppel                       | ≡                                   | ≡                                   | ≡                                                              |
| 2002 Wahlmarkt auf dem Nockherberg           | ≡ | ≡                                   | ≡                                   | ≡                                   | ≡                                   | ≡                                   | Hellmuth E. Schnoor                 | Gustav-Adolph Artz                  | ≡                                   | ≡                                   | ≡                                                              |
| 2002 Wahlmarkt auf dem Nockherberg           | weitere Rolle: Rudolf Scharping (Alexander Duda)                                                                                                |                                     |                                     |                                     |                                     |                                     |                                     |                                     |                                     |                                     | ≡                                                              |
| 2001 Ein Dogenpalast auf dem Nockherberg     | Franz Maget | ≡                                   | ≡                                   | ≡                                   | ≡                                   | ≡                                   | Erwin Huber                         | ≡                                   | ≡                                   | ≡                                   | ≡ Christian Springer (B)                                       |
| 2001 Ein Dogenpalast auf dem Nockherberg     | Karl Menrad | ≡                                   | ≡                                   | ≡                                   | Michael Schreiner                   | ≡                                   | Norbert Heckner                     | ≡                                   | ≡                                   | ≡                                   | ≡ Christian Springer (B)                                       |

Legende
≡ identischer Name wie im darüberliegenden Feld der gleichen Farbe (nächstfolgendes Jahr)
_ abgesagte Veranstaltung (im Fernsehen wurde 2003 die Generalprobe des Singspiels ausgestrahlt)
* Angegeben sind ausschließlich die Rollen, die eine Person auf der politischen Bühne darstellen. Gelegentlich in Nebenrollen auftretende weitere Figuren wie z. B. 2024 „Nachtschwester“ (Natalie Hünig) und „Kassenpatient“ (Anton Gruber), die wie die häufig in die Handlung integrierten Mitglieder der Kapelle und des gelegentlichen Chors ebenso im Vor- bzw. Nachspann der Sendung genannt werden, werden in der Tabelle nicht aufgeführt.
Titel der Singspiele 1987 – 2000
- 1987 Nockherberg-Vision
- 1988 Himmel, Bier und Nockherberg
- 1989 Profilstudio Nockherberg
- 1990 Identitätskrise auf dem Nockherberg
- 1991 (abgesagt)
- 1992 Bayerisches Landesamt für Abfall
- 1993 Schloßeröffnung auf dem Nockherberg
- 1994 Schützenfest am Nockherberg
- 1995 High Noon auf dem Nockherberg
- 1996 Fitness-Studio Nockherberg
- 1997 Das Nockherberg-Märchen
- 1998 Wa(h)lfang auf dem Nockherberg
- 1999 Richtfest auf dem Nockherberg
- 2000 Oase-Nockherberg

### Künstlerische Würdigung

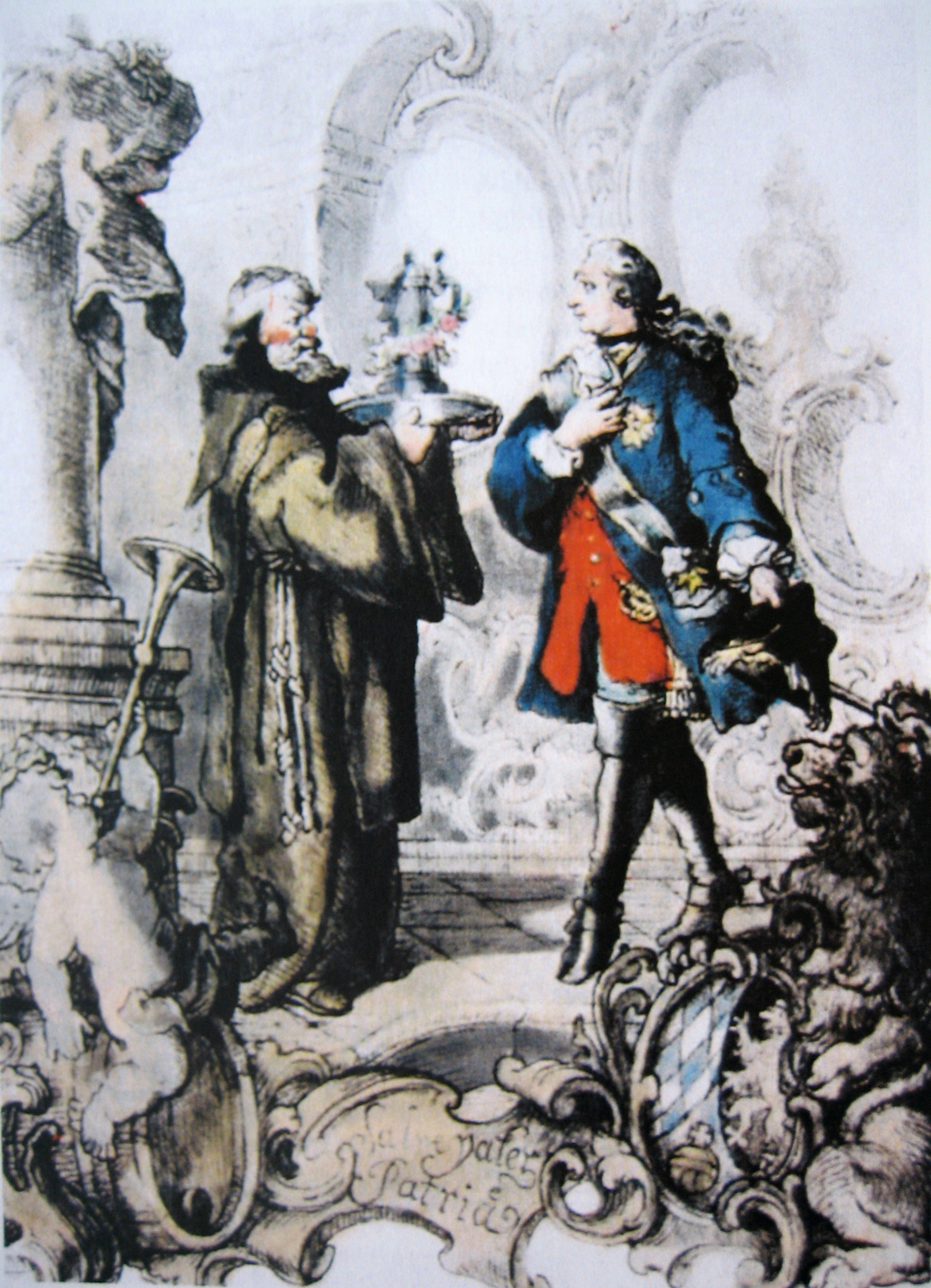
Frater Barnabas reicht Kurfürst Karl Theodor den Salvator, Bild von Eduard Ille

Das traditionelle Salvatorfest inspirierte zahlreiche Münchner Künstler zu Werken über das Starkbier und seinen Ausschank auf dem Nockherberg, hauptsächlich zu Gedichten und Zeichnungen. Viele Werke finden sich im Gästebuch der Brauerei oder wurden in Münchner Magazinen veröffentlicht, darunter auch Beiträge namhafter Autoren wie Karl Valentin oder Paul Heyse. Die 1911 in München uraufgeführte Operette Salvator (Musik von Theo Rupprecht; Text von Max Ferner, Philipp Weichand und M. A. Weikone) mit Frater Barnabas als einer Hauptfigur war Vorlage für den Spielfilm Mönche, Mädchen und Panduren aus dem Jahr 1952.
Der Münchner Maler, Illustrator, Karikaturist und Schriftsteller Eduard Ille (* 1823; † 1900) avancierte ab 1890 zum „Salvator-Dichter“. In vielen Beiträgen in der humoristischen Zeitschrift Fliegende Blätter verherrlichte er das Salvator-Bier und seinen „Erfinder“ Frater Barnabas. Fast schon als Hymne des Fastenbiers kann folgendes Gedicht gelten, in dem er die – in den März vorverlegte – kurfürstliche Bierprobe beschreibt:
War im März gen Judica / wiederum der Frühling nah,

kam – zu ehren alte Sitten – / der Herr Kurfürst selbst geritten

auf die Neudeck ob der Au / zum Paulaner-Klosterbau.

Dort empfing den Landesvater / Barnabas, der Bräuhausfrater,

ihm beglückt und freudeglänzend / einen Humpen Bier kredenzend

mit dem Gruß, der bis zur Stunde / sich erhielt im Volkesmunde:

„Salve, pater patriae! / Bibas, princeps optime!“

## Weitere landschaftliche Aspekte
Die vor knapp 10.000 Jahren entstandene Geländeform am Nockherberg stellte der Auer Bevölkerung neben einer Schutz und Lagerraum bietenden Anhöhe auch Wasser und Energie zur Verfügung, woraus sich immer wieder interessante Nutzungsmöglichkeiten nicht nur für Brauereien ergeben haben.

### Entstehung und Geologie
In der Tertiärzeit erstreckte sich zeitweise ein Meer vom Fuß der Alpen bis zum Mittelgebirge des Bayerischen Waldes, das sich immer stärker mit Verwitterungsmaterial der Alpen füllte. Die feinste und jüngste Ablagerungsschicht aus dem Tertiär (obere Süßwassermolasse des Miozän), der Flinz, bildet heute eine wasserstauende Bodenschicht, und wirkt damit als Grundwasserträger. An mehreren Stellen in München ergießen sich deshalb Quellen aus den Hängen am Isartal, so etwa an der Quellenstraße unterhalb der nördlichen Hochstraße. Diese Quellen spielten mindestens bis zum Beginn des 20. Jahrhunderts eine wichtige Rolle bei der Trinkwasserversorgung der örtlichen Bevölkerung.

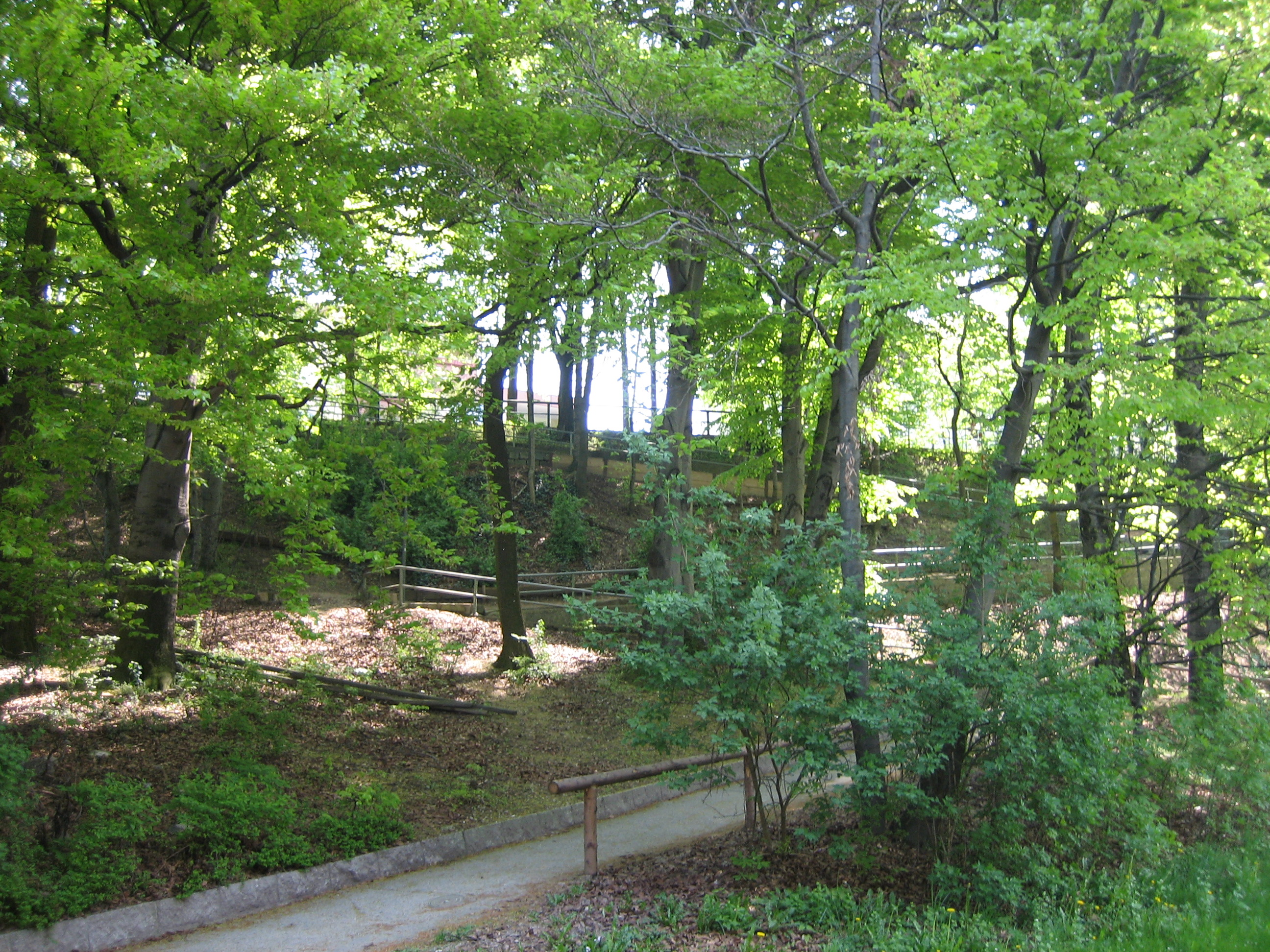
Vom Kolumbusplatz über „Am Bergsteig“ zum Nockherberg

In den Eiszeiten des Quartär bedeckten die Gletscher und Schmelzwasser den Flinz dann mit grobem Erosions- und Verwitterungsmaterial aus den Alpen und bildeten die Münchner Schotterebene. Da auch immer neue Abtragungen stattfanden, blieben nur die letzten beiden Schotterlagen in der Giesinger Landschaft liegen. So wurde terrassenförmig unter anderem die Giesinger Schotterfläche ausgebildet, vier bis zehn Meter höher die benachbarte Harlachinger Schotterfläche. Aus diesen Terrassen schürfte die Isar gegen Ende der letzten Eiszeit vor etwa 10.000 Jahren ihr heutiges Tal heraus, die Au. Auf diese Weise entstanden neben der Hangkante Nockherberg/Hochstraße auch die weiteren Hochränder in dieser Gegend, so etwa der Drumberg mit der Rampe der Candidstraße, „Am Bergsteig“ und der Giesinger Berg. Da sich die starken Steigungen der hier angelegten Bergstraßen von über 12 % als deutliche Verkehrshindernisse erwiesen, wurden zwischen 1890 und 1935 mehrere aufwändige Bergregulierungen vorgenommen. Der Nockherberg wurde in den Jahren 1904/1905 reguliert, wobei auch das ehemalige „Nockherschlösschen“ abgerissen wurde. Ebenfalls seit 1904 verbindet die Nockherberg-Treppe die Hochstraße vor der Paulaner-Brauerei mit der Ohlmüllerstraße am Fuß des Nockherbergs.

### Nutzung
Zwischen etwa 1150 und 1301 soll es auf dem Nockherberg im Bereich der heutigen Ruhestraße einen Rittersitz der Herren von Giesing gegeben haben. Ab dem 15. Jahrhundert lässt sich der Gutsbesitz auf dem Nockherberg bis zu der Veräußerung an die Familie Nockher am 13. Juli 1789 weiter verfolgen.

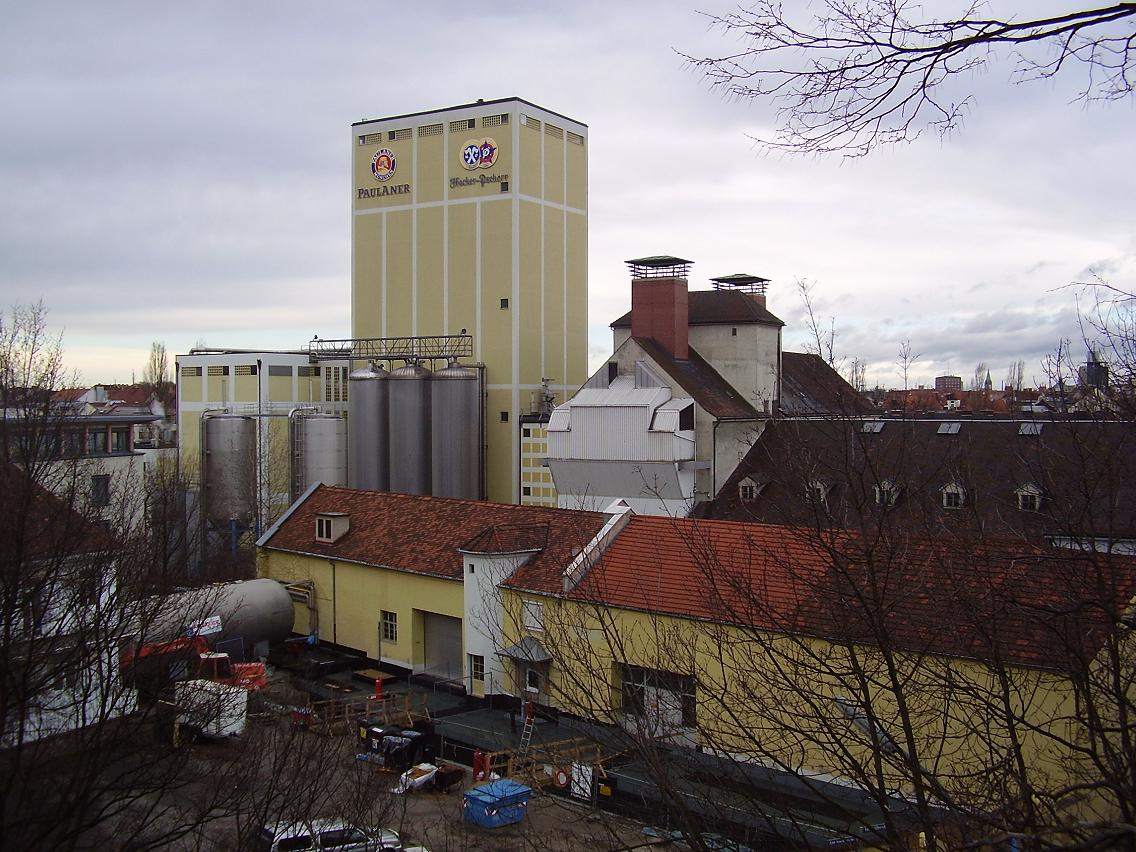
Alte Brauereianlagen unterhalb des Nockherbergs

Die Terrassenkante am „Berg“ und in der Nähe bot früher vielen Brauereien optimale Bedingungen für Lagerkeller und Tiefbrunnen: Ab dem frühen 19. Jahrhundert hatten beinahe alle der knapp 60 Brauereien Sommerbierkeller am Isarhang in der Au sowie in Haidhausen angelegt. Der Übergang vom bloßen Lager- und Verkaufsbetrieb zum sommerlichen Bierausschank vor Ort wird allgemein als Beginn der bayerischen Biergartentradition angesehen. Die Paulaner Brauerei förderte das zum Brauen benötigte Wasser in eigenen Brunnen aus ca. 10 Metern Tiefe. Der entsprechende Stollen existiert bis heute und kann im Zuge einer Brauereibesichtigung besucht werden.
Heute kommt das Brauwasser aus Tiefbrunnen, die bis in 210 – 240 m Tiefe hinabreichen.

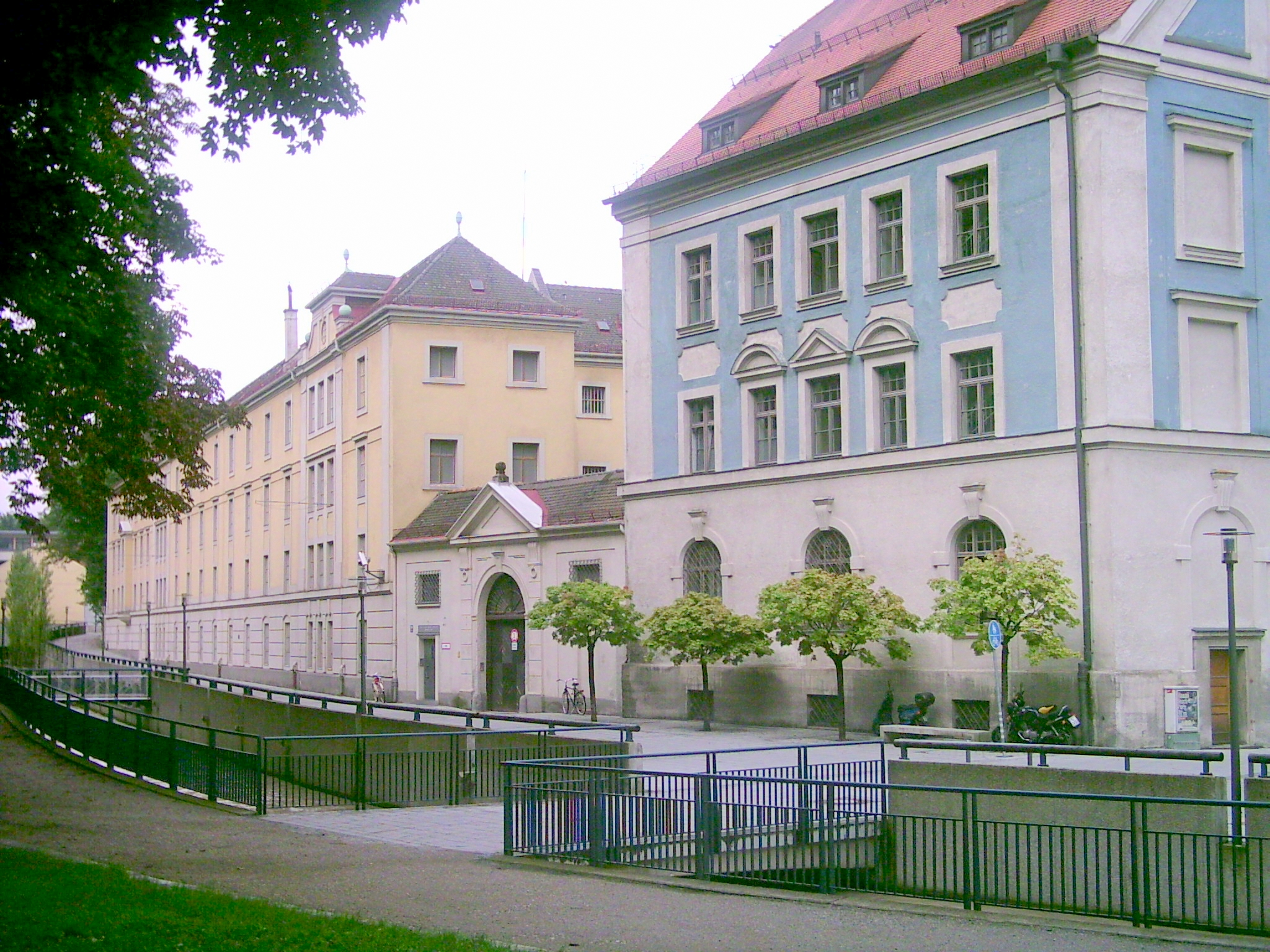
Auer Mühlbach am Neudeck. Im Hintergrund das seit 2009 (Stand 2016) leerstehende Gebäude der ehemaligen Justizvollzugsanstalt Neudeck, im Vordergrund das Gesundheitsamt des Landkreises München

Zwischen Nockherberg und Neudeck fließt der Auer Mühlbach entlang, ein Seitenlauf der Isar, der erst seit 2002 an dieser Stelle wieder oberirdisch geführt wird. Der ehemals wilde Bach war seit dem Mittelalter als Energielieferant von großer Bedeutung: Im Jahr 1816 trieb er in der Au insgesamt 60 Wasserräder an. Ab 1881 wurde der Stadtbach zum Antrieb der von Carl von Linde erfundenen Eismaschine genutzt, die der Paulaner Brauerei das ganzjährige Bierbrauen ermöglichte und noch heute besichtigt werden kann.